# Clarice de Durisio

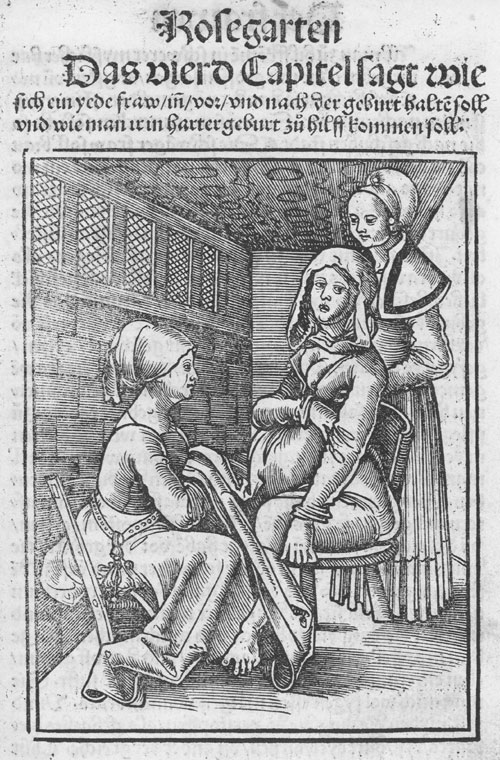
Dibujo de un parto, s. xv aprox.

Clarice de Durisio da Foggia , fue una médica y cirujana italiana, nacida  y muerta en el siglo XV.
No se tienen muchos datos de su vida, pero fue educada en la Universidad de Salerno y perteneció a la minoría de estudiantes femeninas de su período de tiempo.
Se especializó en las enfermedades del ojo y solo trató a pacientes femeninas.